# Association des médecins urgentistes de France
L'Association des médecins urgentistes de France (AMUF) est un syndicat français.
Ce syndicat a contribué à dénoncer les vagues de décès de la canicule de 2003 en France et dénonce régulièrement les manques d'effectifs dans les services d'urgence français. C'est l'une des « structures représentatives de la discipline ». C'est un syndicat minoritaire (<10% des votes associé à la CGT n 2011 par exemple) dans la profession.

## Organisation

### Présidents
- depuis 1997 : Patrick Pelloux

### Secrétaires généraux
- Bruno Faggianelli 2013 jusqu'à juin 2025
- Frank Becker depuis juin 2025